# Pierre Marcolini
 (décembre 2019).
 (novembre 2022).
Il peut être nécessaire de l'améliorer pour respecter le principe de neutralité de point de vue. Veuillez consulter la page de discussion pour plus de détails.

Pour les articles homonymes, voir Marcolini.
Pierre Marcolini est un chef pâtissier-chocolatier et entrepreneur belge né le 12 juillet 1964 à Charleroi.

## Biographie

### Enfance et formation
Il naît à Charleroi.
Il est le fils d’une immigrée originaire de Vérone en Italie. À la fin des années 1960, il passe une partie de son enfance chez ses grands-parents, à Roux, cité minière de la banlieue de Charleroi.
Dans une interview, il déclare avoir découvert le métier de pâtissier à la télévision scolaire et à travers des ateliers de pâtisserie auxquels il participe en tant que scout ou louveteau dans des mouvements de jeunesse.
Âgé de 14 ans, Pierre Marcolini annonce à sa mère sa volonté de devenir pâtissier-chocolatier.
Ses premiers stages se déroulent dans des pâtisseries de quartier,. À 16 ans, alors que sa mère part s’installer en Espagne avec son compagnon, il est placé sous la tutelle de sa tante Rita à Charleroi et travaille comme apprenti à Chapelle-lez-Herlaimont pendant un an et demi.

### Carrière
Aidé par un professeur, il intègre ensuite une pâtisserie de Molenbeek à Bruxelles. Il apprend les bases de l’artisanat avec Patrick Van Wayenbergh à La Brioche d’Or, rue Vanderkindere. Il effectue d’autres stages chez des professionnels en Belgique et en France, dont Wittamer, Pierre Hermé et Fauchon,,.
Devenu chef pâtissier, il occupe son premier poste à La Parisienne où il apprend des astuces de la pâtisserie française,,.

#### Maison Pierre Marcolini
En 1995, Pierre Marcolini obtient le titre de Champion du Monde de Pâtisserie à Lyon et s'installe à son compte sur les encouragements de sa première épouse,,. Il ouvre son premier atelier la même année dans un garage de 30 m2 situé dans la banlieue de Bruxelles.
Au début des années 2000, Pierre Marcolini exprime l'envie de faire son propre chocolat, lors d’un salon culinaire, quand son stand se retrouve dressé à côté de celui de son fournisseur, Valrhona. Il décide alors de « se réapproprier son métier » en transformant lui-même ses fèves pour créer un « chocolat identitaire »,.

Depuis 2002, Pierre Marcolini fabrique artisanalement sa couverture, la matière première du chocolat, produite à partir de fèves de cacao, et sélectionne ses fournisseurs dont les plantations sont situées au Brésil, en Équateur ou encore au Mexique,. Il voyage plus de 100 000 kilomètres par an dans ces plantations et son atelier brasse chaque année 300 kilos de fèves à la main,,.

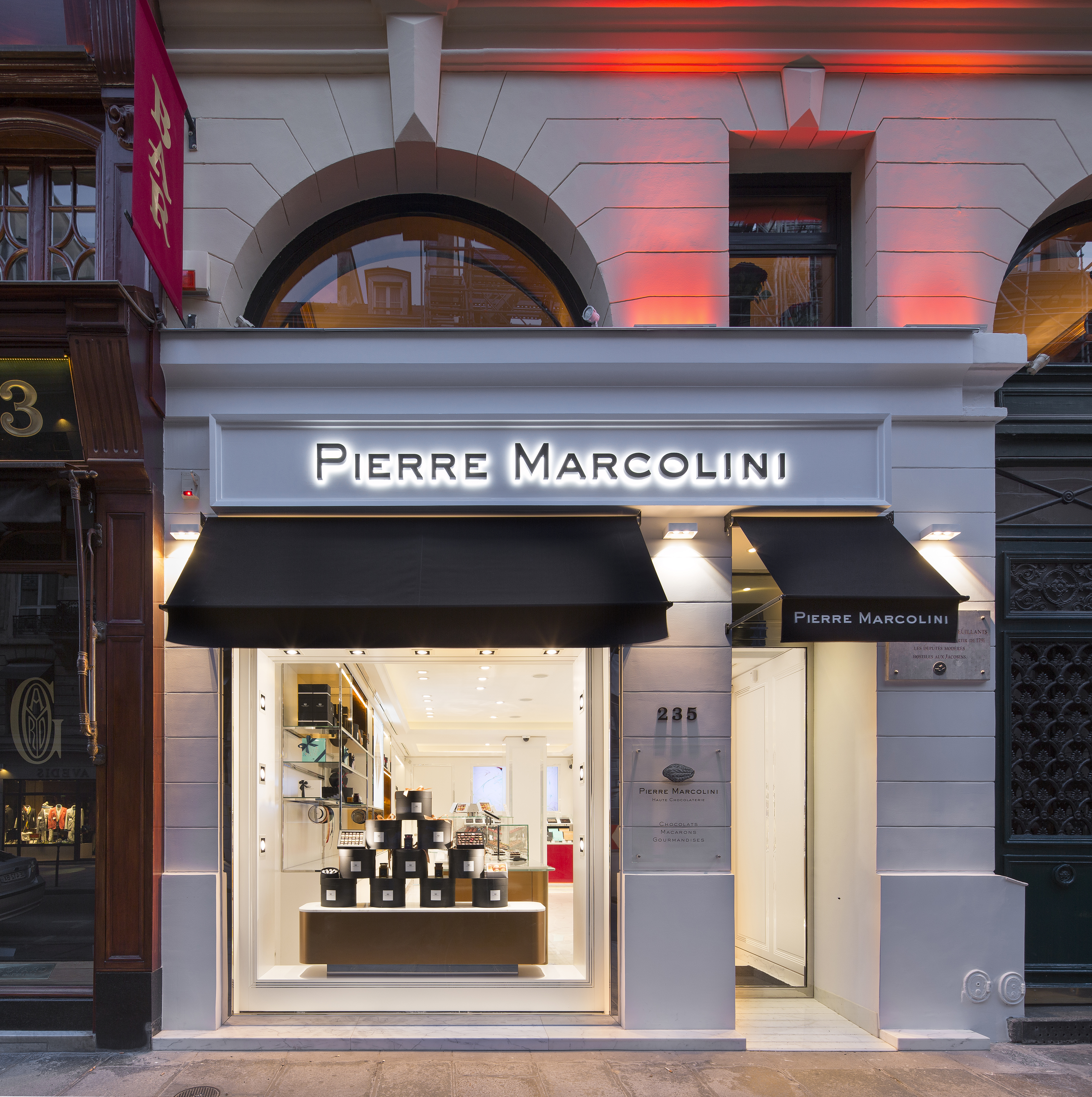
Extérieur de la Boutique de Pierre Marcolini à St Honoré, Paris.

Pierre Marcolini travaille à partir de chocolat de couverture avant de visiter la chocolaterie de Maurice Bernachon, un atelier familial qui travaille ses propres fèves. Il découvre alors la possibilité de torréfier soi-même la fève de cacao et décide de se « réapproprier son métier » en créant à son tour son propre chocolat,. Il s'inspire des méthodes artisanales du lyonnais, qu'il considère depuis comme un de ses « mentors » avec le pâtissier Gaston Lenôtre,. Aujourd’hui, des machines des années 1960 continuent de fonctionner dans sa manufacture de 3 000 m2 située à Haren, où sont fabriquées chaque année 230 tonnes de chocolats. Pierre Marcolini fait son entrée dans le Petit Larousse illustré en 2015, pour l’édition 2016.
En 2007, il signe un partenariat stratégique avec Nestlé.
En 2009, un article de la RTBF note que Pierre Marcolini se rend dans les plantations vénézuéliennes ou cubaines pour trouver l'inspiration. Il présente des associations aromatiques innovantes dans l’univers du chocolat en créant par exemple une ganache à base de thé, de thym-orange ou de jasmin.
En 2011, il rachète les part de son entreprise à Nestlé.
En 2012, il déclare faire attention à la qualités des fèves, reçues séchées, afin de contrôler la qualité de la fermentation.

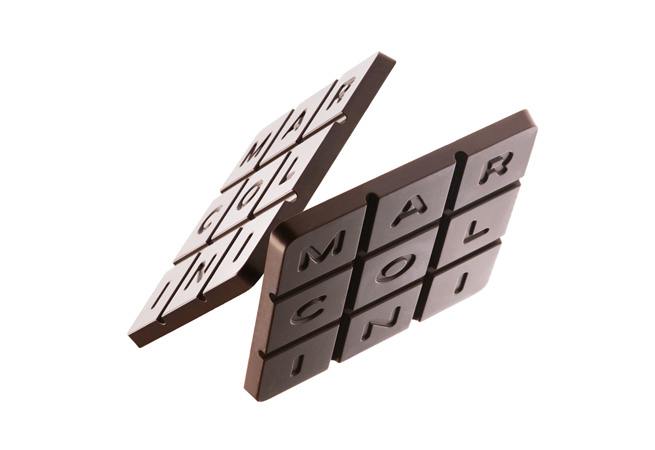
Tablette Grand Cru de la Maison Pierre Marcolini.

En 2013, Marcolini est financé par le groupe d'investissement NEO Capital. Depuis juillet 2013, il fait partie du jury de l'émission de télé réalité culinaire Qui sera le prochain grand pâtissier ?, diffusée sur France 2.
En 2015, il décrit son travail comme « des chocolats peu sucrés, petits, avec une intensité aromatique ». Le but est présenté comme « respecter le plus possible la matière première »,.
En 2017, Pierre Marcolini emploie pour sa Maison 400 employés à travers le monde dont 110 en région bruxelloise et possède 40 boutiques implantées sur 8 territoires notamment dix au Japon, cinq à Paris et trois en Chine. La même année, il déclare travailler avec 14 plantations différentes et entretient un lien direct, « d’égal à égal », avec chaque artisan, et payer le « prix juste »,,,. Il fait partie des vingt chocolatiers européens à fabriquer leurs chocolats à partir de fèves sélectionnées sur place, dans les plantations de cacaoyers.
En 2018, il déclare contrôler sa production « de la fève à la tablette ». Il est l’un des premiers chocolatiers en Europe à suivre au XXIe siècle les traces des précurseurs du mouvement Bean-to-Bar comme Maurice Bernachon ou la famille Bonnat au XXe siècle,. 

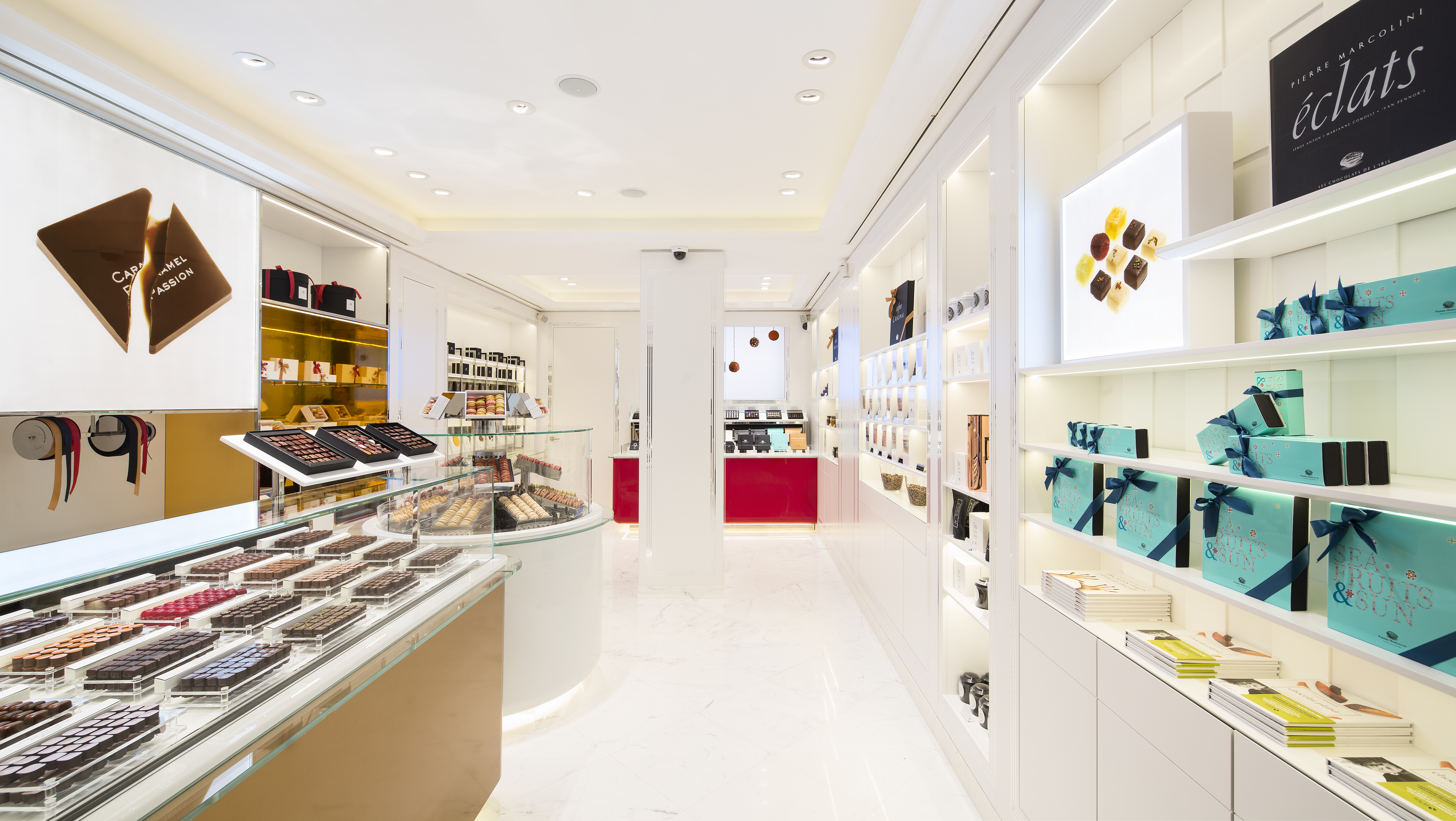
Intérieur de la Boutique de Pierre Marcolini à St Honoré, Paris.

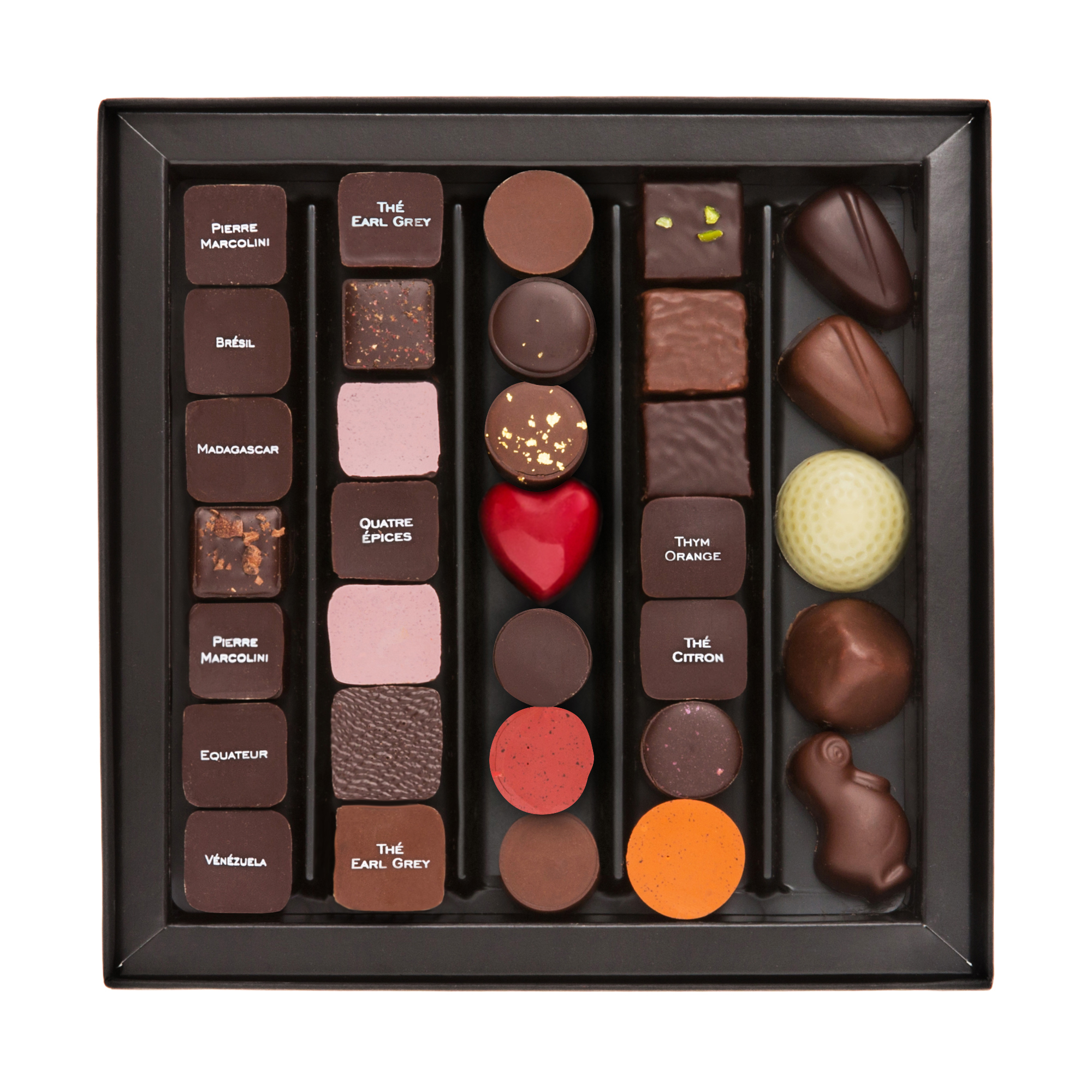
La Malline Découverte - 34 créations exclusives de la Maison Pierre Marcolini.

Il possède également des points de ventes à Londres et Bruxelles où est basé son vaisseau amiral historique, place du Grand Sablon,,.

## Travail

### Productions
« Torréfier, c’est mettre son âme dans le chocolat » déclare Pierre Marcolini à la Tribune de Genève. Enfin, après avoir débarrassé la fève de sa peau et ajouté un peu de sucre, la fève est broyée et conchée. Au bout de 24 heures, le produit liquide obtenu permet de réaliser tablettes, bonbons de chocolats ou encore ganaches… Il faut compter une semaine pour réaliser une tablette de chocolat,.

## Médias

### Livres
- Éclats, Les Chocolats de L'iris, 2007
- Dix petits doigts pleins de chocolat, Racine, 2010
- Chocolat Café, Éditions Laymon, 2011
- Chocolat Plaisir, Éditions Solar, 2014
- Cacao, de la Fève à la Tablette, Éditions de la Martinière, 2015
- Best Of Pierre Marcolini, Alain Ducasse Éditions, 2015
- Cacao : del haba a la tableta, Librooks, 2016
- Chocolat: From the Cocoa Bean to the Chocolate Bar, Rizzoli International Publications, 2017
- Chocolat - Carnets de Voyages : Un tour du monde en 70 recettes, Éditions de la Martinière, 2017

## Récompenses
Pierre Marcolini reçoit le premier prix national du Mérite artistique en 1988. En 1991, il est nommé premier pâtissier glacier de Belgique,. Marcolini remporte la coupe du monde de la pâtisserie en 1995, ainsi que la coupe européenne de pâtisserie en 2000. Il est nommé « ambassadeur du tourisme » par l'Office de tourisme et d'information de Bruxelles (TIB).